# Alfablokker
Alfablokkers (α-blokkers of alfa-sympathicolytica) gaan vaatvernauwing (vasoconstrictie) tegen en worden daarom vaak als bloeddrukverlager gebruikt. Als bijwerkingen kunnen moeheid en duizeligheid voorkomen. 
Alfablokkers zijn onder meer: silodosine en tamsulosine.